# Colonnen
Colonnen ist ein Walzer von Johann Strauss Sohn (op. 262). Das Werk wurde am 4. Februar 1862 im Sofienbad-Saal in Wien erstmals aufgeführt. 

## Einzelnachweis
1. ↑  Quelle: Englische Version des Booklets (Seite 28) in der 52 CDs umfassenden Gesamtausgabe der Orchesterwerke von Johann Strauß (Sohn), Hrsg. Naxos (Label). Das Werk ist als zehnter Titel auf der 7. CD zu hören.